# Leyat

Leyat (Лейя) — з 1913 року французький виробник автомобілів. Штаб-квартира розташована в місті Париж. У 1926 році компанія припинила виробництво автомобілів.

## Марсель Лейя. Заснування компанії
Марселю Лейя з юнацтва не давала спокою думка — вміти літати. 1904 року він навчався в університеті École Centrale, йому було тоді 19 років, він починає стрибати з пагорба з пристосуванням, схожим на сучасний кайт, хоч його політ і не тривав довго, але все одно дарував йому моменти радості. Після закінчення університету він повертається в рідний Дром, і засновує там фірму Société des Aéroplanes Leyat за допомогою місцевих банкірів. 25 серпня 1909 року в політ вирушає перший планер, виготовлений Марселем, його запустили за допомогою троса, який був закріплений до автомобіля його спонсора.

## Початок виробництва автомобілів
У 1913 році Марсель Лейя здійснює свою ідею — схрестити автомобіль і літак, таке схрещування дозволило б спростити конструкцію автомобіля, адже не треба було ні трансмісії, ні карданів, ні зчеплення та інших складних механізмів, потрібних для автомобіля. Для того, щоб пересуватися по дорогах, треба було лише легкий кузов та тягу пропелера, при цьому не треба крил, а то автомобіль зміг би злетіти, а цього не вимагалося.
Перше дітище мало назву Hélicocycle, кузов автомобіля був виготовлений з фанери, передні колеса були жорстко зафіксовані, як шасі літака, а заднє колесо служило рульовим, яке задіювали за допомогою троса.

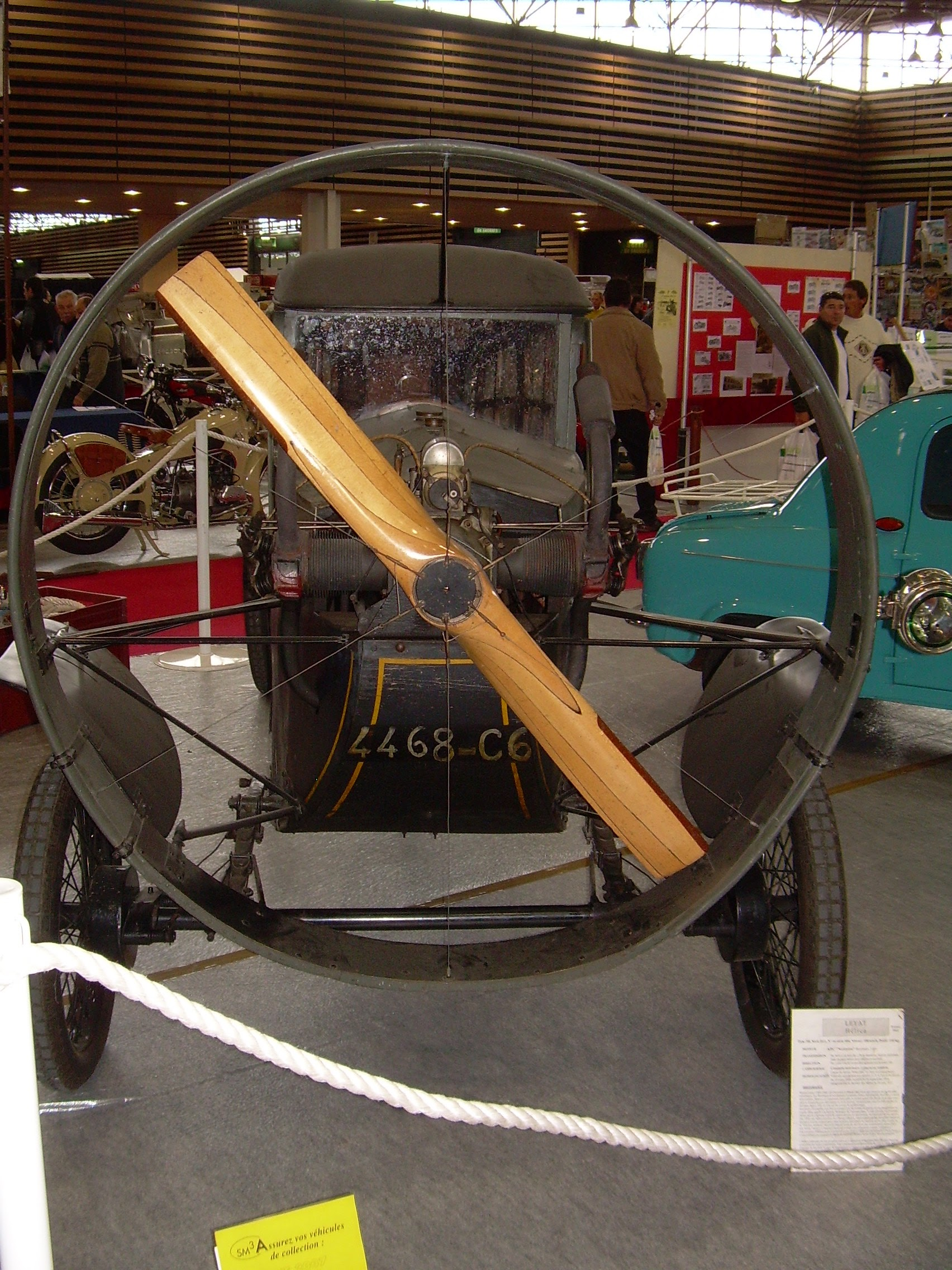
Leyat Hélicocycle 1914

Однак новинка викликала масу критики, так відкритий пропелер становив загрозу пішоходам, тоді через рік Лейя готує автомобіль з обрамленням пропелера, щоб виключити випадкове потрапляння «під стрілу», проте наїзд спереду все одно робив машину небезпечною, не залишилася машина й іншої своєї проблеми, оскільки передня частина була перевантажена, то задня була легкою, що робило 3-колісний транспортний засіб нестійким в поворотах.
Але війна, що почалася, не дозволила удосконалити цей «автомобіль», варіант 1914 року був переданий військовим, і служив в першому артилерійському полку.

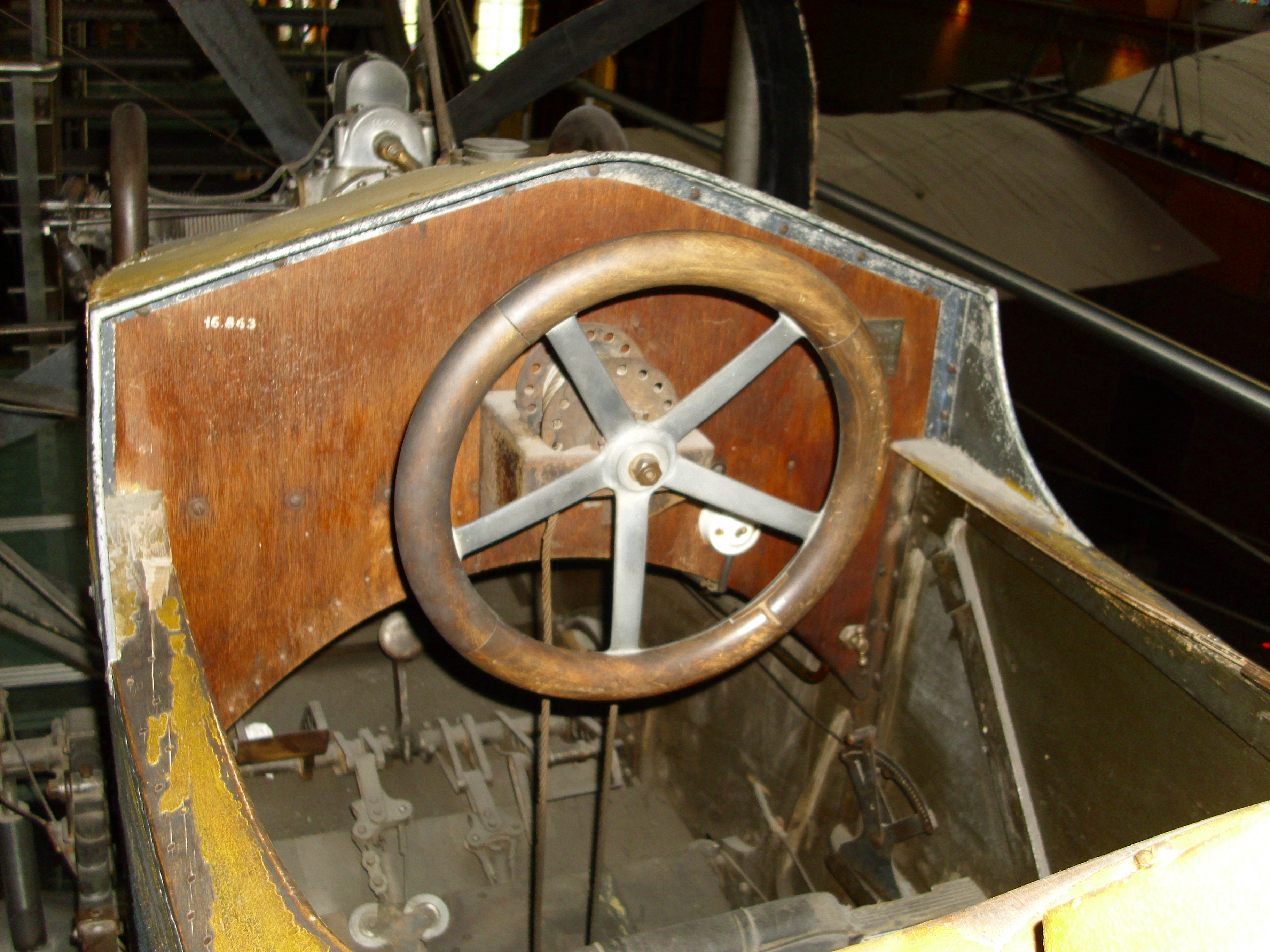
Салон Leyat Hélicа D21 Typ 1Н

Сам Лейя став працювати на авіаційну промисловість в фірмі Astra, а в 1919 році він зміг повернутися до свого дітища, він починає працювати над 4-колісної версією, і така була готова в 1920 році. Це був 2-місний відкритий автомобіль, у якому пасажир сидів за водієм, так само, як в авіації. Мотор, об'ємом 1 л, розвивав 8 к.с. і поставлявся британською фірмою АВС, пропелер мав діаметр 1,39 м і версії з 4-ма або 6-ма лопатями. Гальма були встановлені на передні колеса, але кожне колесо мало свій механізм гальмування (які були задіяні за допомогою своєї педалі), причому, він був ланцюговим. Нова машина отримала назву Hélica (Еліка).

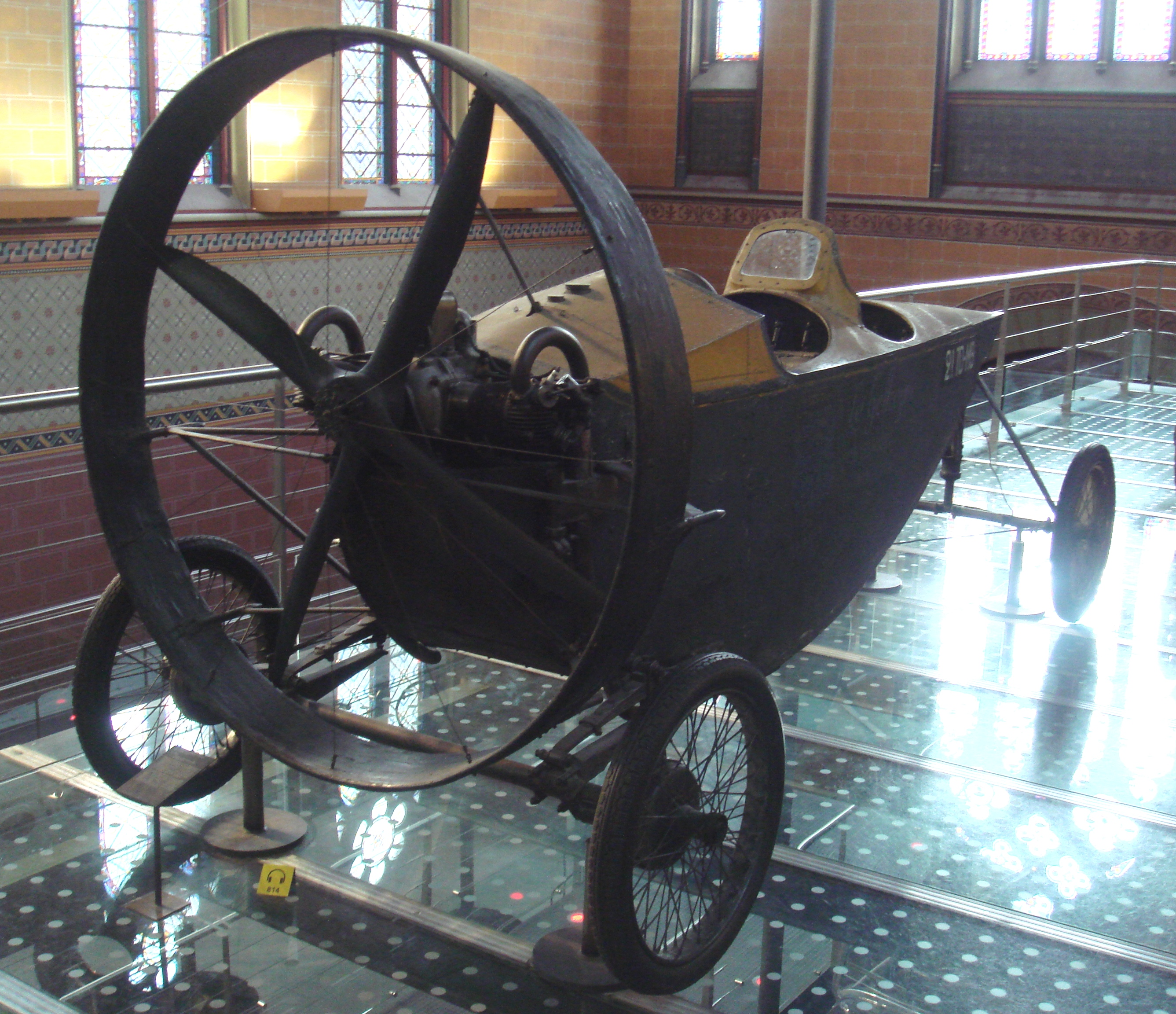
Leyat Hélicа D21 Тур 1Н Sport

Фірма побудувала 10 таких автомобілів, незабаром з'являється спортивний варіант, який знайшов 3-х покупців.
Машина могла розвивати до 110 км/год, однак крейсерськими вважалися 80 км/год, оскільки водія і пасажирів відкритої машини обдував не стільки зустрічний вітер, скільки створюваний від пропелера повітряний потік.

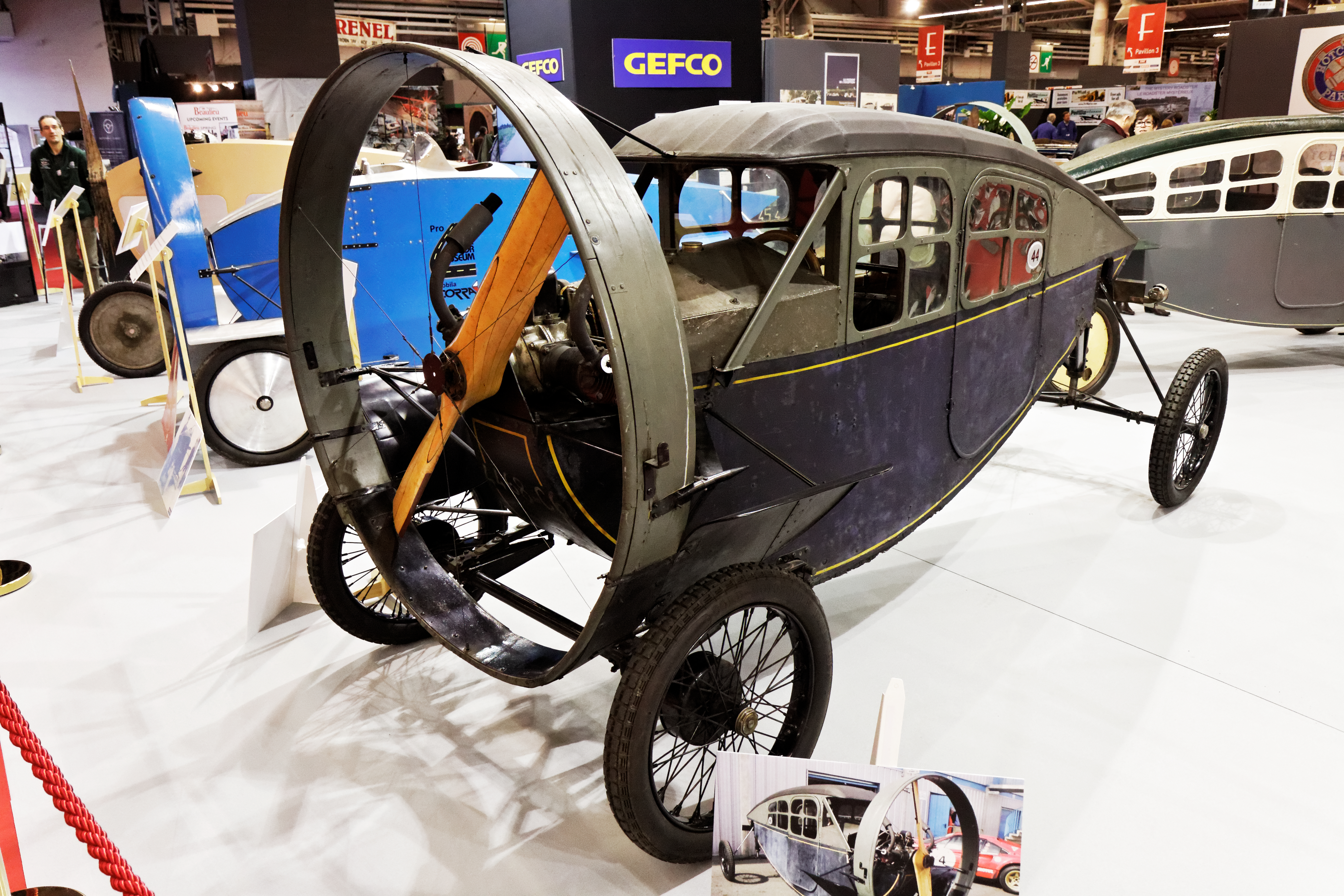
Leyat Hélicа D21 Тур 2Н Sedan

У 1921 році з'являється версія з кузовом седан, яка виставляється на Паризькій автомобільній виставці, на якій робить фурор, Лейя отримує 600 замовлень, у тому числі від фаната автомобілів короля Іспанії Альфонсо Тринадцятого, проте француз не знаходить спонсора для такого проєкту, а власна майстерня в Парижі була нездатна виконати роботи в такому обсязі, так що не залишалося нічого, як виробляти автомобілі й далі в нечисленних кількостях.

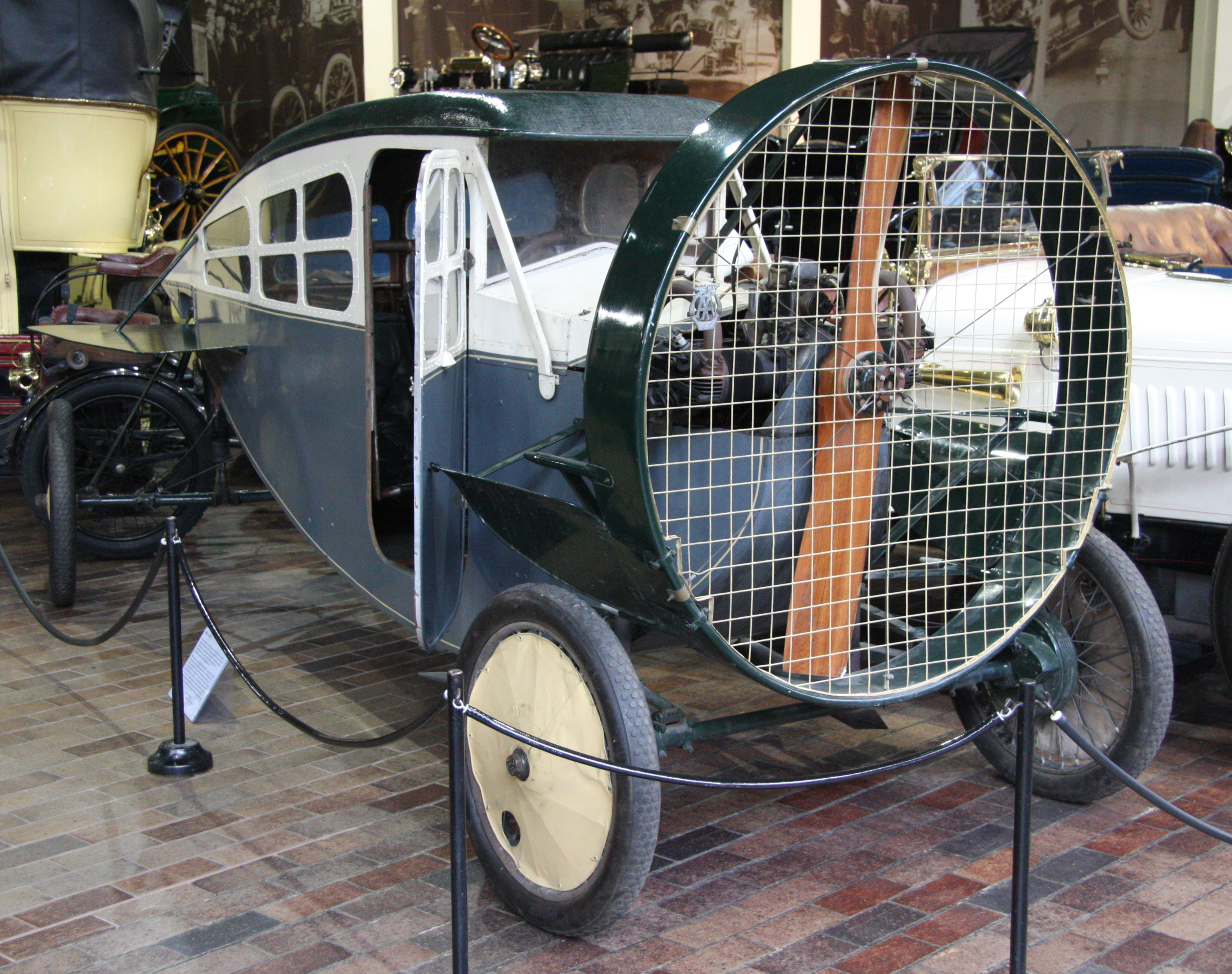
Оновлений варіант Leyat Hélicа D21 Тур 2Н Sedan

У 1922 році Лейя переносить виробництво автомобілів з Парижа в Мерсі. Незабаром машина модернізується, вона нарешті отримує захисну сітку, через яку не пролазила навіть рука дитини, не кажучи вже про руку дорослого, змінили конструкцію незалежної підвіски всіх коліс. Виробництво цих дивовижних автомобілів тривало до 1926 року, в цілому з 1921 року було вироблено ще 10 автомобілів, що в підсумку склало 23 автомобілі, сюди треба додати варіанти для з/д, такі «пропелеромобілі» використовувалися як дрезини.

## Припинення виробництва автомобілів. Закриття компанії

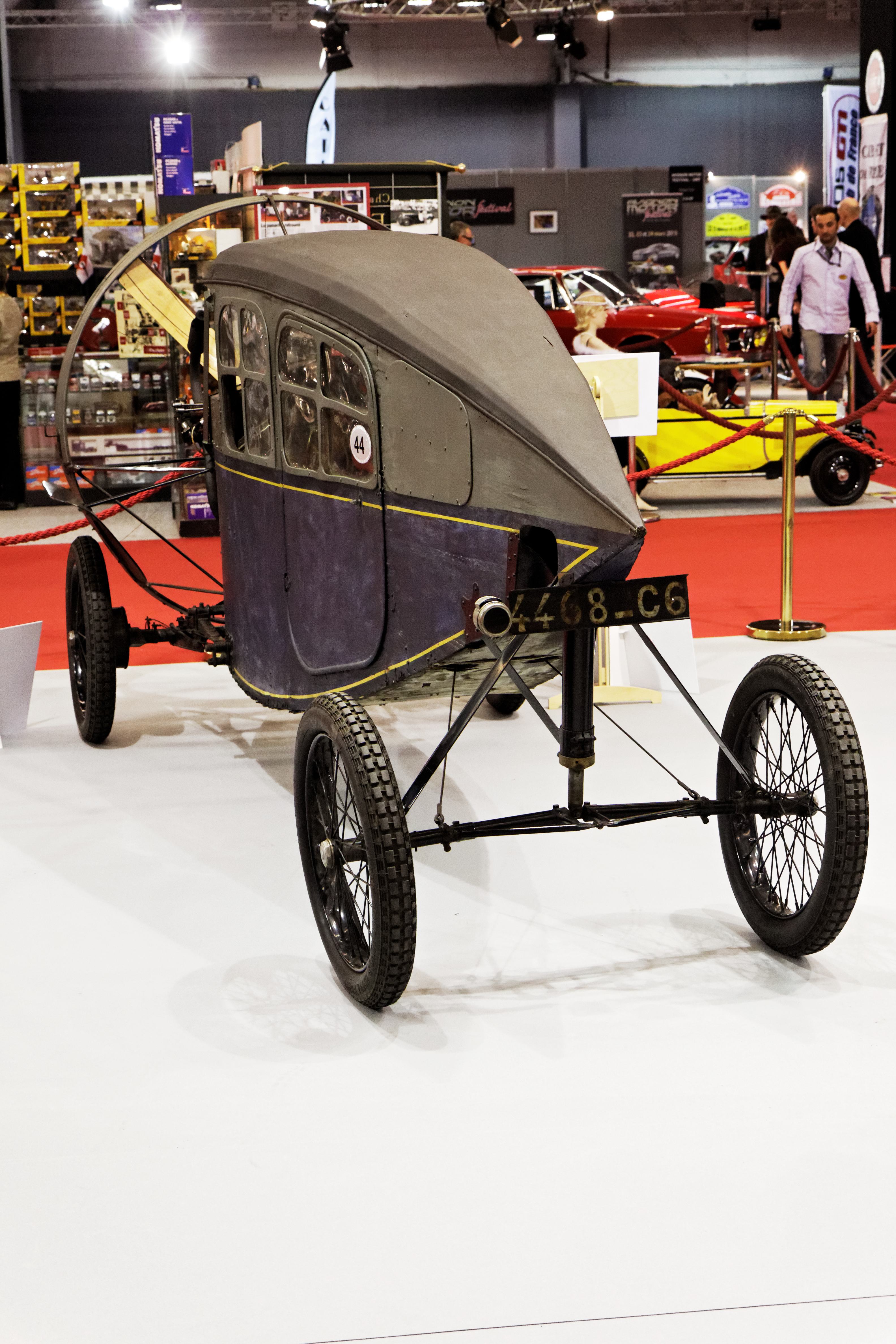
Leyat Hélicа D21 Тур 2Н Sedan

У 1927 році сильно перероблений і занижений автомобіль був випробуваний при випробуваннях на максимальну швидкість на трасі Монтлері, недалеко від Парижа, яку побудували за два роки до цих подій, там 8-сильна пропелерна машина розвивала швидкість в 171 км/год, при цьому витрачаючи всього 6 л палива на 100 км шляху, звичайна версія споживала 4.5-5 л на сотню.
Цей рекорд ніяк уже не міг позначитися на продажах, бо виробництво машини закінчили за рік до цього. Сам Лейя перейшов працювати авіаінженером, чому присвятив себе до кінця Другої світової війни, в 1946 році пішовши на пенсію у віці 61 року і проживши на ній ще 40 років.
Не дивлячись на те, що виробництво пропелерної машини закінчилося в 1926 році, новий інтерес до них з'явився після п'яти років, тоді вже з цієї тягою почали експерименти і такі ексклюзивні виробники автомобілів, як Maybach, вже не кажучи вже про більш дрібних і невідомих нині виробників.

## Список автомобілів Leyat
- 1913 — Leyat Hélicocycle
- 1920 — Leyat Hélica